# Zabytki w Suwałkach
W rejestrze zabytków województwa podlaskiego znajdują się następujące obiekty położone w Suwałkach (stan na 31 stycznia 2025):
- układ urbanistyczny, XVIII-XIX w., nr rej.: 85 z 24.01.1957 i 31 z 15.05.1979
- kościół par. pw. św. Aleksandra, 1820-22, 1854, nr rej.: 58 z 11.04.1956 i 6 z 8.02.1979
- dawna cerkiew prawosławna, ob. kościół rzym.-kat. par. pw. Najświętszego Serca Jezusa, ul. Mickiewicza,1840, nr rej.: 531 z 7.10.1986

- dawna cerkiew prawosławna, ob. kościół rzym.-kat. par. pw. śś. Piotra i Pawła, poł. XIX w., ul. Wojska Polskiego, nr rej.: A-911 z 6.06.1992
- kościół ewangelicki pw. Świętej Trójcy, ul. Kościuszki, 1850, nr rej.: 327 z 10.12.1969 i 44 z 25.05.1979
- molenna staroobrzędowców, drewn., ul. Sejneńska, 1912, nr rej.: 71 z 11.05.1980
- cmentarz par. rzym.-kat., ul. Bakałarzewska, 1 ćw. XIX w., nr rej.: 520 z 23.07.1986
- kaplica pw. Przemienienia Pańskiego, 1854, nr rej.: 463 z 15.04.1986
- cmentarz ewangelicki, ul. Zarzecze, 1 ćw. XIX w., nr rej.: A-1009 z 19.09.1994
- cmentarz prawosławny, ul. Zarzecze 6, 2 ćw. XIX w., nr rej.: 618 z 10.01.1989
- kaplica, ob. cerkiew par. pw. Wszystkich Świętych, drewn., 1891, nr rej.: A-57 z 12.05.2003
- kapliczka grobowa, 2 poł. XIX w., nr rej.: A-598 z 28.09.2015
- cmentarz żydowski, 1 ćw. XIX w., nr rej.: 499 z 15.05.1986
- park im. Konstytucji 3 Maja, XIX w., 1 ćw. XX w., nr rej.: 613 z 15.11.1988
- zespół ratusza, nr rej.: 73 z 11.03.1980:
  - ratusz, ul. Kościuszki 53, 1842-44, 1857, 1952
  - odwach, ul. Mickiewicza, 1834-35, 1855-56
  - dom, ul. Mickiewicza 1, 1851-54
- dworzec PKP, ul. Kolejowa, 2 poł. XIX w., nr rej.: 363 z 30.06.1975
- dom, ul. Bakałarzewska 2, k. XIXnr rej.: 167 z 2.06.1981
- dom, ul. Brzostowskiego 3/4, pocz. XIX w., nr rej.: A-1044 z 2.02.1996
- dom, ul. Brzostowskiego 5, poł. XIX w., nr rej.: A-1045 z 27.02.1996
- dom, ul. Brzostowskiego 6, 1830, nr rej.: 166 z 2.06.1981
- dom, ul. Brzostowskiego 9, poł. XIX w., nr rej.: 165 z 2.06.1981
- dom, ul. Brzostowskiego 12/13, poł. XIX w., nr rej.: 371 z 16.03.1983
- Urząd Gubernialny, ul. Chłodna 2, 2 poł. XIX w., nr rej.: A-946 z 13.01.1993
- dom, ul. Chłodna 4, poł. XIX w., nr rej.: 222 z 5.02.1982
- dom, ul. Chłodna 6, poł. XIX w., nr rej.: 212 z 26.01.1982
- dom, ul. Chłodna 9, poł. XIX w., nr rej.: 213 z 26.01.1982
- dom, ul. Chłodna 14, poł. XIX w., nr rej.: 210 z 26.01.1982
- dom, ul. Chłodna 16, 1 poł. XIX w., nr rej.: 374 z 16.03.1983
- budynek aresztu, ul. Dwernickiego 17, przed 1909, nr rej.: A-181 z 4.02.2008
  - budynek biurowy, nr rej.: jw.
- dom, ul. Gałaja 10, k. XIX w., nr rej.: 298 z 24.02.1982
- dom, ul. Gałaja 13, poł. XIX w., nr rej.: 218 z 5.02.1982
- dom, ul. Gałaja 22, XIX/XX w., nr rej.: 163 z 27.05.1981
- dom, ul. Gałaja 23, k. XIX w., nr rej.: 162 z 27.05.1981
- dom, ul. Gałaja 24, k. XIX w., nr rej.: 219 z 5.02.1982
- dom, ul. Gałaja 26, k. XIX w., nr rej.: 220 z 5.02.1982
- dom, ul. Gałaja 30, k. XIX w., nr rej.: 301 z 24.02.1982
- dom, ul. Gałaja 31, k. XIX w., r rej.: 302 z 24.02.1982
- dom, ul. Gałaja 32, poł. XIX w., nr rej.: 303 z 24.02.1982
- dom, ul. Gałaja 33, 1924, nr rej.: 304 z 24.02.1982
- dom, ul. Gałaja 43, 1 poł. XIX w., nr rej.: 305 z 24.02.1982
- dom, ul. Gałaja 51, 2 poł. XIX , nr rej.: 306 z 24.02.1982
- dom, ul. Gałaja 52, poł. XIX w., nr rej.: 307 z 24.02.1982
- dom, ul. Gałaja 53, poł. XIX w., nr rej.: 221 z 5.02.1982
- kamienica z oficynami, ul. Hamerszmita 8, 1 poł. XIX w., nr rej.: A-358 z 3.08.2011
- dom, ul. Kamedulska 5, 2 poł. XIX w., nr rej.: 386 z 18.03.1983
- dom, ul. Kamedulska 6, 2 poł. XIX w., nr rej.: 197 z 31.07.1981
- dom, ul. Kamedulska 8, 2 poł. XIX w., nr rej.: 196 z 31.07.1981
- dom, ul. Kamedulska 9, 2 poł. XIX w., nr rej.: 372 z 16.03.1983
- dom, ul. Kamedulska 10, 2 poł. XIX w., nr rej.: 193 z 31.07.1981
- dom, ul. Kamedulska 14, 2 poł. XIX w., nr rej.: 195 z 31.07.1981
- dom, ul. Kamedulska 18, 1920-25, nr rej.: 194 z 31.07.1981
- dom, ul. Kamedulska 22, 1902, nr rej.: 192 z 31.07.1981
- dom, ul. Konopnickiej 4, poł. XIX w., nr rej.: 161 z 27.05.1981
- dom, ul. Konopnickiej 6, poł. XIX w., nr rej.: 201 z 26.01.1982
- dom, ul. Konopnickiej 8, 2 poł. XIX w., nr rej.: 159 z 27.05.1981
- dom, ul. Konopnickiej 12, 2 poł. XIX w., nr rej.: 204 z 26.01.1982
- dom, ul. Konopnickiej 14, 1 poł. XIX w., nr rej.: 203 z 26.01.1982
- dom, ul. Kościuszki 4, XIX w.,/XX w., nr rej.: 226 z 8.02.1982
- dom, ul. Kościuszki 5, XIX/XX w., nr rej.: 155 z 27.05.1981
- zespół willowy, ul. Kościuszki 6, 2 poł. XIX w., nr rej.: A-187 z 28.05.2008:
  - willa
  - ogród z podwórzem
  - ogrodzenie, mur.
- dom, ul. Kościuszki 7, XIX/XX w., nr rej.: A-71 z 30.03.1990
- dom, ul. Kościuszki 8, poł. XIX w., nr rej.: 154 z 27.05.1981
- dom, ul. Kościuszki 10, 1 poł. XIX w., nr rej.: 153 z 27.05.1981
- dom, ul. Kościuszki 15, pocz. XX w., nr rej.: 546 z 20.07.1989
- dom, ul. Kościuszki 16, poł. XIX w., nr rej.: 248 z 8.02.1982
- dom, ul. Kościuszki 18, 1 poł. XIX w., nr rej.: 152 z 27.05.1981
- dom, ul. Kościuszki 19, poł. XIX w., nr rej.: 151 z 27.05.1981
- dom, ul. Kościuszki 20, 1 poł. XIX w., nr rej.: 150 z 27.05.1981
- dom, ul. Kościuszki 21, 2 poł. XIX w., nr rej.: 249 z 8.02.1982
- dom, ul. Kościuszki 22, 1 poł. XIX w., nr rej.: 149 z 27.05.1981
- dom, ul. Kościuszki 25, 2 poł. XIX w., nr rej.: 227 z 8.02.1982
- dom, ul. Kościuszki 26, poł. XIX w., nr rej.: 148 z 27.05.1981
- dom, ul. Kościuszki 29, poł. XIX w., nr rej.: 228 z 8.02.1982
- dom z oficynami, ul. Kościuszki 31, 31 a, XIX w., nr rej.: 161 z 16.09.1959 i 23 z 30.03.1979
- dom, ul. Kościuszki 32, 1 poł. XIX w., nr rej.: 146 z 27.05.1981
- dom, ul. Kościuszki 35, k. XIX w., nr rej.: 229 z 8.02.1982
- dom, ul. Kościuszki 36, XIX/XX w., nr rej.: 230 z 8.02.1982
- dom, ul. Kościuszki 38, 2 ćw. XIX w., nr rej.: 145 z 27.05.1981
- dom, ul. Kościuszki 39, 2 poł. XIX w., nr rej.: 144 z 27.05.1981
- dom, ul. Kościuszki 40, 1 poł. XIX w., nr rej.: 143 z 27.05.1981
- dom, ul. Kościuszki 41, 2 poł. XIX w., nr rej.: 250 z 8.02.1982
- dom, ul. Kościuszki 42, 1 poł. XIX w., nr rej.: 142 z 27.05.1981
- dom, ul. Kościuszki 43, 1 poł. XIX w., nr rej.: 141 z 27.05.1981
- dom, ul. Kościuszki 44, 1 poł. XIX w., nr rej.: 140 z 27.05.1981
- poczta, ul. Kościuszki 45, 1 poł. XIX w., nr rej.: 223 z 4.09.1991
- dom, ul. Kościuszki 46, poł. XIX w., nr rej.: 139 z 27.05.1981
- dom, ul. Kościuszki 48, 1 poł. XIX w., nr rej.: 138 z 27.05.1981
- dom, ul. Kościuszki 50, 1 poł. XIX w., nr rej.: 160 z 16.09.1959 i 137 z 27.05.1981
- dom, ul. Kościuszki 52, 2 poł. XIX w., nr rej.: 136 z 27.05.1981
- dom, ul. Kościuszki 54, 2 poł. XIX w., nr rej.: A-1043 z 27.02.1996
- dom, ul. Kościuszki 55, 1 poł. XIX w., nr rej.: 135 z 27.05.1981
- dom, ul. Kościuszki 57, poł. XIX w., nr rej.: 134 z 27.05.1981
- dom, ul. Kościuszki 59, poł. XIX w., nr rej.: 133 z 27.05.1981
- dom, ul. Kościuszki 60, 2 poł. XIX w., nr rej.: 132 z 27.05.1981
  - oficyna, XIX/XX w., nr rej.: A-912 z 15.07.1992
- dom, ul. Kościuszki 61, 2 poł. XIX w., nr rej.: 131 z 27.05.1981
- dom, ul. Kościuszki 62, 1 poł. XIX w., r rej.: 130 z 26.05.1981
- kamienica z 2 oficynami, ul. Kościuszki 63, 2 poł. XIX w., nr rej.: A-658 z 27.03.2024
- dom, ul. Kościuszki 64, 1 poł. XIX w., nr rej.: 129 z 26.05.1981
- dom, ul. Kościuszki 65, 2 poł. XIX w., nr rej.: 128 z 26.05.1981
- dom, ul. Kościuszki 66, poł. XIX w., nr rej.: 127 z 26.05.1981
- dom, ul. Kościuszki 67, 2 poł. XIX w., nr rej.: 126 z 26.05.1981
- dom, ul. Kościuszki 68, 2 poł. XIX w., nr rej.: 125 z 26.05.1981
- sąd, ul. Kościuszki 69, poł. XIX w., nr rej.: A-837 z 4.09.1991
- dom, ul. Kościuszki 70, 2 poł. XIX w., nr rej.: 124 z 26.05.1981
- „Dom Gubernatora”, ul. Kościuszki 71, XIX w., nr rej.: A-962 z 28.06.1993
- dom, ul. Kościuszki 72, 2 poł. XIX w., nr rej.: A-829 z 13.08.1991
- dom, ul. Kościuszki 72 a, 2 poł. XIX w., nr rej.: A-846 z 24.09.1991
- dom, ul. Kościuszki 73, poł. XIX w., nr rej.: 231 z 8.02.1982
- gmach Komisji Wojewódzkiej, ul. Kościuszki 74, 1820, nr rej.: 214 z 5.02.1982
- dom, ul. Kościuszki 75, poł. XIX w., nr rej.: 215 z 5.02.1982
- dom, ul. Kościuszki 76, 1 poł. XIX w., nr rej.: 123 z 26.05.1981
- dom, ul. Kościuszki 77, poł. XIX w., nr rej.: 216 z 5.05.1982
- dom, ul. Kościuszki 78, 1 poł. XIX w., nr rej.: 122 z 26.05.1981
- Resursa Obywatelska, ob. muzeum, ul. Kościuszki 81, 1912-13, nr rej.: A-913 z 15.07.1992
- dom, ul. Kościuszki 82, poł. XIX w., nr rej.: 120 z 25.05.1981
- dom, ul. Kościuszki 84, 2 poł. XIX w., nr rej.: 119 z 25.05.1981
- dom, ul. Kościuszki 85, 2 poł. XIX w., nr rej.: 251 z 8.02.1982
- dom, ul. Kościuszki 86, 1 poł. XIX w., nr rej.: 118 z 25.05.1981
- dom, ul. Kościuszki 87, poł. XIX w., nr rej.: 117 z 25.05.1981
- dom, ul. Kościuszki 89, 2 poł. XIX w., nr rej.: 384 z 17.03.1983
- dom, ul. Kościuszki 90, 1poł. XIX w., nr rej.: 116 z 25.05.1981
- dom, ul. Kościuszki 91, k. XIX w., nr rej.: 252 z 8.02.1982
- dom, ul. Kościuszki 92, 2 poł. XIX w., nr rej.: 115 z 25.05.1981
- dom, ul. Kościuszki 94, 1 poł. XIX w., nr rej.: 114 z 25.05.1981
- dom, ul. Kościuszki 96, 2 poł. XIX w., nr rej.: 373 z 16.03.1983
- dom, ul. Kościuszki 97, poł. XIX w., nr rej.: 232 z 8.02.1982
- dom, ul. Kościuszki 98, poł. XIX w., nr rej.: 113 z 25.05.1981
- dom, ul. Kościuszki 100, poł. XIX w., nr rej.: 110 z 25.05.1981
- zespół obiektów szpitalnych, ul. Kościuszki 101, 1840-58, XIX/XX w., nr rej.: A-918 z 17.09.1992:
  - szpital „katolicki”
  - szpital „żydowski”
  - prosektorium
- dom, ul. Kościuszki 102, poł. XIX w., nr rej.: 112 z 25.05.1981
- dom, ul. Kościuszki 104, poł. XIX w., nr rej.: 111 z 25.05.1981
- dom, ul. Kościuszki 106, 1 poł. XIX w., nr rej.: 109 z 25.05.1981
- dom, ul. Kościuszki 108, 1 poł. XIX w., nr rej.: 108 z 25.05.1981
- dom, ul. Kościuszki 114, 2 poł. XIX w., nr rej.: 107 z 25.05.1981
- dom, ul. Kościuszki 122 A, poł. XIX w., nr rej.: 217 z 5.02.1982
- dom, drewn., ul. Kościuszki 122 B, poł. XIX w., nr rej.: A-196 z18.01.2007
- dom, ul. Kościuszki 124, 2 poł. XIX w., nr rej.: 106 z 25.05.1981
- dom, ul. Krótka 8, 2 poł. XIX w., nr rej.: 202 z 26.01.1982
- dom, ul. Krótka 10, poł. XIX w., nr rej.: 158 z 27.05.1981
- dom, ul. 1 Maja 19, 2 poł. XIX w., nr rej.: 102 z 25.05.1981
- gimnazjum, ob. LO im. Konopnickiej, ul. Mickiewicza 3, 1843, nr rej.: 159 z 16.09.1959 i7 z 5.02.1981
- dom, ul. Mickiewicza 5, 2 poł. XIX w., nr rej.: 207 z 26.01.1982
- kasyno żołnierskie, ul. Noniewicza / Chłodna, 2 poł. XIX w., nr rej.: A-1066 z 20.11.1998
- dom, ul. Noniewicza 2, 2 poł. XIX w., nr rej.: 237 z 8.02.1982
- dom, ul. Noniewicza 26, 1 poł. XIX w., nr rej.: 104 z 25.05.1981
- dom, ul. Noniewicza 28, 1 poł. XIX w., nr rej.: 105 z 25.05.1981
- dom, ul. Noniewicza 31, poł. XIX w., nr rej.: 233 z 8.02.1982
- dom, ul. Noniewicza 34, 1 poł. XIX w., nr rej.: 236 z 8.02.1982
- dom, ul. Noniewicza 36, poł. XIX w., nr rej.: A-249 z 8.02.1982
- dom, ul. Noniewicza 41, k. XIX w., nr rej.: 234 z 8.02.1982
- dom, ul. Noniewicza 42, 2 poł. XIX w., nr rej.: 240 z 8.02.1982
- dom, ul. Noniewicza 43, 2 poł. XIX w., nr rej.: 235 z 8.02.1982
- dom, ul. Noniewicza 63, poł. XIX w., nr rej.: 199 z 26.01.1982
- dom, ul. Noniewicza 65, poł. XIX w., nr rej.: 200 z 26.01.1982
- dom, ul. Noniewicza 73 (d.1), 2 poł. XIX w., nr rej.: A-234 z 8.02.1982
- dom, ul. Noniewicza 87, XIX/XX w., nr rej.: A-828 z 13.08.1991
- dom, ul. Noniewicza 91, k. XIX w., nr rej.: 238 z 8.02.1982
- zespół koszar, ul. Filipowska 20 (d. 23 Października), 2 poł. XIX w., nr rej.: A-845 z 24.09.1991:
  - budynek sztabowy
  - 5 pawilonów koszarowych
  - budynek gospodarczy
  - ogrodzenie z bramą
- dom, ul. Piłsudskiego 1, k. XIX w., nr rej.: A-937 z 16.10.1992
- dom, ul. Piłsudskiego 2, 2 poł. XIX w., nr rej.: A-961 z 7.06.1993
- dom, ul. E. Plater 1, 1 poł. XIX w., nr rej.: 224 z 5.02.1982
- dom, ul. E. Plater 6 a, 2 poł. XIX w., nr rej.: 385 z 17.03.1983
- dom z oficyną, ul. E. Plater 18, XIX/XX w., nr rej.: A-541 z 5.02.1982
- dom z oficyną, ul. E. Plater 18 A, XIX/XX w., nr rej.: A-540 z 7.10.2013
- dom z oficyną, ul. E. Plater 18 B, XIX/XX w., nr rej.: jw.
- zespół koszar, ul. Pułaskiego 24, XIX/XX w., nr rej.: 807 z 30.03.1990:
  - kasyno
  - 5 budynków koszarowych
  - budynek koszarowy z kaplicą, nr rej.: jw. i A-581 z 29.01.2015
- dom, ul. Sejneńska 3, 2 poł. XIX w., nr rej.: 160 z 27.05.1981
- dom, ul. Sejneńska 5, poł. XIX w., nr rej.: 205 z 26.01.1982
- dom, ul. Sejneńska 5 a, poł. XIX w., nr rej.: 375 z 16.03.1983
- dom, ul. Sejneńska 7, poł. XIX w., nr rej.: 206 z 26.01.1982
- dom, ul. Sejneńska 7 a, ok. 1900, nr rej.: 164 z 27.05.1981
- zespół koszar Drugiego Pawłogradzkiego Pułku Huzarów, ul. Sejneńska, XIX/XX w.:
  - 2 budynki koszarowe, ob. Zakład Wychowawczy, ul. Sejneńska 10-10 a, nr rej.: 369 i 370 z 16.03.1983
  - budynek koszarowy, ob. dom mieszkalny, ul. Sejneńska 18, nr rej.: A-180 z 28.01.2008
  - budynek koszarowy, ob. dom mieszkalny, ul. Sejneńska 22, nr rej.: jw.
  - budynek koszarowy, ob. dom mieszkalny, ul. Sejneńska 26, nr rej.: jw.
- dom, ul. Waryńskiego 7, 1 poł. XIX w., nr rej.: 244 z 8.02.1982
- dom, ul. Waryńskiego 9, poł. XIX w., nr rej.: A-231 z 14.10.1991
- dom, ul. Waryńskiego 11, XIX/XX w., nr rej.: 99 z 25.05.1981
- dom, ul. Waryńskiego 15, k. XIX w., nr rej.: 245 z 8.02.1982
- dom, ul. Wesoła 2, 2 poł. XIX w., nr rej.: 246 z 8.02.1982
- dom, ul. Wesoła 6, drewn., 2 poł. XIX w., nr rej.: 310 z 24.02.1982
- dom, ul. Wesoła 28, 2 poł. XIX w., nr rej.: 247 z 8.02.1982
- dom, ul. Wigierska 1, 1 poł. XIX w., nr rej.: 208 z 26.01.1982
- dom, ul. Wigierska 2, k. XIX w., nr rej.: 101 z 25.05.1981
- dom, ul. Wigierska 3, pocz. XX w., nr rej.: A-851 z 14.10.1991
- dom, ul. Wigierska 5, pocz. XIX w., nr rej.: 209 z 26.01.1982
- oficyna domu nr 11, ul. Wigierska 9, 1910, nr rej.: dom › ul. Wigierska 11
- dom, ul. Wigierska 11, 1910, nr rej.: A-288 z 10.10.1991
- dom, ul. Wigierska 32, k. XIX w., nr rej.: A-850 z 10.10.1991
- dom, ul. Wigierska 33, 2 poł. XIX w., nr rej.: A-852 z 14.10.1991
- kasyno, ul. Wojska Polskiego, XIX/XX w., nr rej.: A-997 z 23.05.1994
- budynek koszarowy, ul. Wojska Polskiego, drewn., 2 poł. XIX w., nr rej.: A-998 z 23.05.1994
- budynek d. elektrowni miejskiej, ul. Sejneńska, 1930, nr rej.: A-1056 z 5.07.1996
- zespół Browaru Kuntza, ul. Wigierska 10, 1888, nr rej.: A-449 z 10.06.2014:
  - browar
  - budynek biurowy

## Suwałki - Szwajcaria
- cmentarz wojenny z II wojny światowej (żołnierzy radzieckich), nr rej.: A-832 z 26.08.1991
- mogiły członków ruchu oporu z II wojny światowej, 1940, 1944, nr rej.: A-952 z 15.04.1993 i A-953 z 15.04.1993